# Jackie Daly
Jackie Daly, né en 1945 à Kanturk (Cork), est un accordéoniste et joueur de concertina irlandais. Il a fait partie de nombre de groupes traditionnels de premier plan, tels que De Dannan, Patrick Street, Arcady, et Buttons & Bows. 

## Biographie
Depuis le milieu des années 70, Jackie Daly jouit d'une reconnaissance remarquable dans le milieu de la musique irlandaise traditionnelle, pour avoir réhabilité l'image de l'accordéon et l'avoir réintroduit dans les ensembles instrumentaux de haut niveau. On lui doit d'avoir démarqué l'instrument du style musette des années 50 et 60, vers une sonorité plus douce, dotée d'un trémolo plus léger. C'est à lui que l'on doit le revirement instrumental vers l'accordéon do #/ré, joué en poussé-tiré, en rupture avec le classique instrument si/do, largement répandu parmi les accordéonistes irlandais, qui se joue indifféremment en tirant (on the draw) et en poussant.
Il nait et grandit dans la région du Sliabh Luachra (en), dans la province de Munster, et il est l'un des représentants les plus marquants de la musique si typique de cette région. Son père, joueur de mélodéon (accordéon à une seule rangée de boutons) et le fiddler local, Jim Keeffe, eurent une influence déterminante dans son style de jeu. 
Après plusieurs années passées dans la marine marchande néerlandaise, Jackie Daly décide, au début des années 70, de devenir musicien professionnel, lors d'un retour en Irlande. En 1974, il remporte le titre de champion All-Ireland Fleadh, à Listowel (comté de Kerry). Pour se qualifier, il est obligé de jouer d'un accordéon en si/do, l'unique système reconnu par les organisateurs. En 1977, il publie son premier album solo, produit par Topic Records de Londres, sixième volume de la série Music from Sliabh Luachra.
Sa carrière se caractérise par des partenariats avec de nombreux violonistes, à commencer par Séamus Creagh. En 1977, leur album Jackie Daly agus Séamus Creagh fait découvrir la musique du Sliabh Luachra à une audience plus large, et leur prestation détermine la référence pour les futurs enregistrements réunissant accordéon et violon.
Il faut également citer son travail avec Kevin Burke, sur le disque duquel, If the Cap Fits (1978), il se produit comme musicien invité, et avec qui il publie en 1981 Eavesdropper, un album remarqué violon/accordéon. En 1986, il forme avec Andy Irvine et Arty McGlynn, le groupe Patrick Street auquel il participe jusqu'en 2007.
Les années suivantes, il publie trois albums avec les fiddlers Séamus Creagh et Manus McGuire, au sein de Buttons & Bows. Il collabore également avec le violoniste Máire O'Keeffe, en particulier en 2003, pour l'album Re-Joyce : Tunes and Songs from the Joyce Collection.
Il enregistre en 2010 The Living Stream avec le violoniste Matt Cranitch, illustrant la musique du Sliabh Luachra.
Il est le premier d'une série d'accordéonistes à jouer avec le groupe De Dannan, et il est présent sur quatre de leurs albums, entre 1980 et 1985.
En 2005, il est consacré Traditional Musician of the Year par la télévision irlandaise TG4.

## Discographie
Solos
- Music From Sliabh Luachra, volume 6 (1977) ;
- Many's a Wild Night (1995).

Duos
- Jackie Daly et Séamus Creagh (1977) ;
- Eavesdropper, avec Kevin Burke (1981) ;
- The Living Stream, avec Matt Cranitch (2010).

avec De Dannan
- Mist-Covered Mountain (1980) ;
- The Star-Spangled Molly (1981) ;
- Song for Ireland (1983) ;
- Anthem (1985).

avec Buttons & Bows
- Buttons & Bows (1984) ;
- The First Month of Summer (1987) ;
- Grace Notes (1991).

avec Patrick Street
- Patrick Street (1986) ;
- Patrick Street, n° 2 (1988) ;
- Irish Times ;
- All in Good Time (1993) ;
- Corner Boys (1996) ;
- Made in Cork (1997) ;
- Live From Patrick Street (1999) ;
- Street Life (2002) ;
- On the Fly (2007).

Avec Arcady
- After the Ball (1991).

Autres
- The 3rd Irish Folk Festival in Concert, avec Séamus Creagh et d'autres artistes (1976) ;
- Sail Og Rua, avec Dolores Keane et John Faulkner (1983) ;
- An Bodhran/The Irish Drum, avec Colm Murphy, Máirtín O'Connor et Aidan Coffey (1996) ;
- Re-Joyce : Tunes and Songs from the Joyce Collection (2003).